# Lichenophanes spectabilis
Lichenophanes spectabilis är en skalbaggsart som först beskrevs av Pierre Lesne 1895.  Lichenophanes spectabilis ingår i släktet Lichenophanes och familjen kapuschongbaggar. Inga underarter finns listade i Catalogue of Life.